# Satmode
Satmode, ein Kurzwort aus Satelliten-Modem, ist ein Rückkanaldienst von SES Astra.
Mit dem Anfang 2003 vorgestellten Dienst lässt sich eine permanente Verbindung zum Satelliten Astra 1H aufrechterhalten. Das Projekt wurde seit 2003 mit finanziellen Mitteln der ESA unterstützt.
Dabei wird das Ka-Band für den Satelliten-Rückkanal genutzt.
Mit Satmode soll interaktives Fernsehen auch ohne herkömmlicher Internetanschluss als Rückkanal genutzt werden können. Die Daten werden dann im DVB-S-Transpondersignal für MHP-Dienste auf die Set-Top-Box übertragen und von dort aus genutzt. Der Rückkanal wird dann über den speziell für Satmode ausgelegten LNB über die Satellitenschüssel zurück zum Satelliten übertragen und von dort zur Bodenstation von SES-Astra geleitet und verarbeitet.
Besonders interessant ist diese Methode für die Fernsehwerbung, die in ihre Werbespots dann Hinweise auf weitere Angebote über Satmode hinweisen kann und diese gezielt an den Kunden weiterleiten kann. Es könnten auch Teleumfragen (TEDs) per Fernbedienung durchgeführt werden.
Ein kommerzieller Start und Preis von interaktiven Fernsehdienste vie Satmode ist noch nicht bekanntgegeben und auch Fernsehsender haben noch keine Unterstützung bekanntgegeben.
Jedoch wird dieselbe Technologie für den 2-Wege-Satelliteninternetdienst Astra2Connect (jetzt SES Broadband) genutzt, welcher im Jahr 2007 auf der Astrasatellitenposition 23,5° Ost gestartet ist und in beiden Richtungen über das Ku-Band lauft.